# Marquesado de Casa Pombo
El marquesado de Casa Pombo es un título nobiliario español creado por el rey Amadeo I de Saboya en favor de Juan Pombo Conejo, senador del reino, mediante real decreto del 13 de abril de 1872 y despacho expedido el 24 de mayo del mismo año.

## Marqueses de Casa Pombo
|                       | Titular                    | Periodo               |
| Creación por Amadeo I | Creación por Amadeo I      | Creación por Amadeo I |
| --------------------- | -------------------------- | --------------------- |
| I                     | Juan Pombo Conejo          | 1872-1889             |
| II                    | Arturo Pombo y Villameriel | 1889-1893             |
| III                   | Arturo Pombo y Polanco     | 1897-1947             |
| IV                    | Ramón Pombo y Polanco      | 1950-1956             |
| V                     | María Pombo y Muñiz        | 1958-1970             |
| VI                    | María Teresa Pombo y Muñiz | 1971-1995             |
| VII                   | Manuel Pombo Bravo         | 2000-hoy              |

## Historia de los marqueses de Casa Pombo
- Juan Pombo Conejo (Villada, Palencia, 29 de agosto de 1815-Santander, 27 de mayo de 1889), I marqués de Casa Pombo, comerciante, inversor, industrial harinero, promotor turístico y banquero, alcalde de Santander (1867-1868), senador del reino por la provincia de Valladolid (1872 y 1876-1880), senador del reino por la provincia de Palencia (1881-1882), «Hijo Adoptivo de Santander» desde 1889.[2]

Casó el 26 de septiembre de 1835, en Santander, con Florentina Villameriel y Blanco (1816-1865), hija de don Ignacio Villameriel y de Petra Blanco. El 13 de noviembre de 1889 le sucedió su hijo:
- Arturo Pombo y Villameriel (Santander, 21 de febrero de 1839-3 de noviembre de 1893), II marqués de Casa Pombo, banquero, diputado provincial, presidente de la Diputación Provincial de Santander, senador del reino por la provincia de Santander (1891-1893).[5]

Casó con María del Pilar Polanco y Bustamante, hija de Casimiro Polanco y Cervera, comerciante e importante armador de Santander, y su esposa Silvina Bustamante y Campaner. El 13 de abril de 1897 le sucedió su hijo:
- Arturo Pombo y Polanco (Santander, 29 de octubre de 1869-20 de marzo de 1947), III marqués de Casa Pombo.[5]

Soltero. El 15 de marzo de 1950, previa orden del 2 de enero del mismo año para que se expida la correspondiente carta de sucesión (BOE del 9 de enero), le sucedió su hermano:
- Ramón Pombo y Polanco (Santander, 20 de diciembre de 1870-Santander, 20 de noviembre de 1956), IV marqués de Casa Pombo, abogado, terciario carmelita, socio del Apostolado de la Oración y cofrade del Perpetuo Socorro.[7]

Casó con Josefa Muñiz y Álvarez de la Campa, Galán e Ibarzábal (m. 1954). El 21 de febrero de 1958, previa orden del 2 de noviembre de 1957 para que se expida la correspondiente carta de sucesión (BOE del 11 de noviembre), le sucedió su hija:
- María Pombo y Muñiz (m. 26 de abril de 1970), V marquesa de Casa Pombo, escritora de cuentos infantiles.[8]

Soltera. El 19 de noviembre de 1971, previa orden del 11 de junio del mismo año para que se expida la correspondiente carta de sucesión (BOE del 3 de julio), le sucedió su hermana:
- María Teresa Pombo y Muñiz (m. 20 de noviembre de 1995), VI marquesa de Casa Pombo, dama de la Real Asociación de Hidalgos de España.[8]

Casó con José del Rey-Cebrián (m. 1988), médico militar. El 21 de diciembre del 2000, previa orden del 11 de octubre del mismo año para que se expida la correspondiente carta de sucesión (BOE del 10 de noviembre), le sucedió:
- Manuel Pombo Bravo, VII marqués de Casa Pombo, embajador.[4]